# Терніц
Терніц (нім. Ternitz) — місто в Австрії, в федеральній землі Нижня Австрія, у окрузі Нойнкірхен.